# آنیکا آرگاد
آنیکا آرگاد (به انگلیسی: Annika Kjærgaard) (زاده ۱۸ می ۱۹۷۱) خوانندهٔ سوئدی است.
او قبلاً عضو گروه آلکازار بود.